# Muff
Muff (Magh in gaelico irlandese) è un centro abitato irlandese situato nella parte meridionale di Inishowen, in Donegal, Repubblica d'Irlanda, a pochissima distanza dal confine con l'Irlanda del Nord e dalla città di Derry. Nonostante le esigue dimensioni, Muff ha conosciuto un esponenziale incremento della popolazione negli ultimi anni a causa di una forte immigrazione di cittadini di Derry e zone vicine per il vantaggioso scambio con la sterlina britannica e la minor pressione fiscale della Repubblica rispetto all'Irlanda del Nord.
Il villaggio è poco fortunatamente conosciuto per l'ironica pronuncia del suo nome gaelico: la trasposizione di "magh" (maf) corrisponde in inglese a muff, che tuttavia significa in questa lingua, fra le varie cose, pelo pubico vaginale specialmente in slang americano. Non è raro trovare all'ingresso dell'abitato persone divertite farsi immortalare sotto al cartello di benvenuto.